# У неё будет ребёнок
«У неё будет ребёнок» (англ. She's Having a Baby) — американский кинофильм, режиссёр и автор сценария — Джон Хьюз.
Примера в США и мире состоялась 5 февраля 1988.

## Сюжет
Фильм рассказывает о жизни Джейка и Кристи, молодоженов, которые вскоре узнают о беременности Кристи. Их счастье смешивается с тревогой, так как они начинают осознавать, что семейная жизнь далеко не так идеальна, как мечталось. В то время как Джейк пытается представить их будущее как идиллическое, в его воображении возникают различные сценарии, которые иногда отдаляются от реальности.
Пара сталкивается с проблемами, о которых прежде не задумывались: финансовые трудности, неправильные ожидания от родительства и давление со стороны общества. Они начинают ставить под сомнение, готовы ли стать родителями и смогут ли справиться с вызовами, которые принесёт им совместная жизнь. В это время их друг Дэйвис, вмешивается в брак и вносит дополнительный хаос в отношения, усугубляя конфликт между личными стремлениями и семейными обязанностями.
В фильме рассказывают, как молодая пара, мечтающая о совместном счастье, сталкивается с холодной реальностью и должна решить, смогут ли они построить свою американскую мечту вместе.

## В ролях
| Актёр              | Роль                            |
| ------------------ | ------------------------------- |
| Кевин Бейкон       | Джеффросн «Джейк» Эдвард Бриггз |
| Элизабет Макговерн | Кирстен «Кирсти» Бриггс         |
| Алек Болдуин       | Дэвис Макдоналд                 |
| Уильям Уиндом      | Расс Бейнбридж                  |
| Холланд Тейлор     | Сара Бриггс                     |
| Кэтрин Дэймон      | Гейл Бейнбридж (последняя роль) |
| Гейл О'Грэйди      | Лора                            |
| Лили Тейлор        | медсестра (дебют в кино)        |